# Kroktjärnen (Junsele socken, Ångermanland, 707048-156929)
Kroktjärnen är en sjö i Sollefteå kommun i Ångermanland och ingår i Ångermanälvens huvudavrinningsområde.